# Caracol Internacional
Caracol Internacional (anteriormente Caracol TV Internacional) es un canal de televisión por suscripción internacional de origen colombiano. 
Ofrece una variedad de programación compuesta por programas colombianos, la mayoría de ellos producidos por Caracol Televisión.

## Historia
Inició sus emisiones el 3 de julio de 2003 por Valorem quienes son los dueños de Caracol Televisión con el nombre de Caracol TV Internacional.
El 1 de junio de 2017, fue lanzada la señal en alta definición de este canal.
El 24 de agosto de 2017, Caracol Internacional fue prohibida de emitir en Venezuela por orden del Gobierno del Presidente Nicolás Maduro.

## Sede
Cuenta con sedes en Bogotá, Miami y Madrid.

## Programación
Su programación está compuesta en gran parte de telenovelas, programas de entretenimiento, series, magazines, programas deportivos y noticias, enfocada a la comunidad colombiana y latinoamericana en el extranjero, aunque también emite dentro de Colombia. Parte de su programación se transmite en vivo con la señal colombiana de Caracol Televisión. La señal posee las licencias de emisión de las producciones originales del canal original como: América 360.

## Bloqueo a Caracol Internacional en Venezuela
La noche del miércoles 23 de agosto de 2017, la Comisión Nacional de Telecomunicaciones de Venezuela (CONATEL) le ordenó a las operadoras de televisión por cable de Venezuela sacar del aire a los canales colombianos Caracol Internacional y RCN Nuestra Tele Internacional sin alguna explicación oficial por parte del régimen de Nicolás Maduro, se presume que la primicia de la huida de la fiscal destituida Luisa Ortega Díaz de Venezuela a Colombia y sus polémicas declaraciones que invocan al gobierno venezolano del escándalo del Caso Odebrecht fueron las razones principales por las que el gobierno venezolano ordenó a CONATEL cortar la señal de estos canales en el territorio venezolano.